# Horea, Alba
Horea (până în 1968 Arada) este satul de reședință al comunei cu același nume din județul Alba, Transilvania, România.

## Date geografice

### Așezare

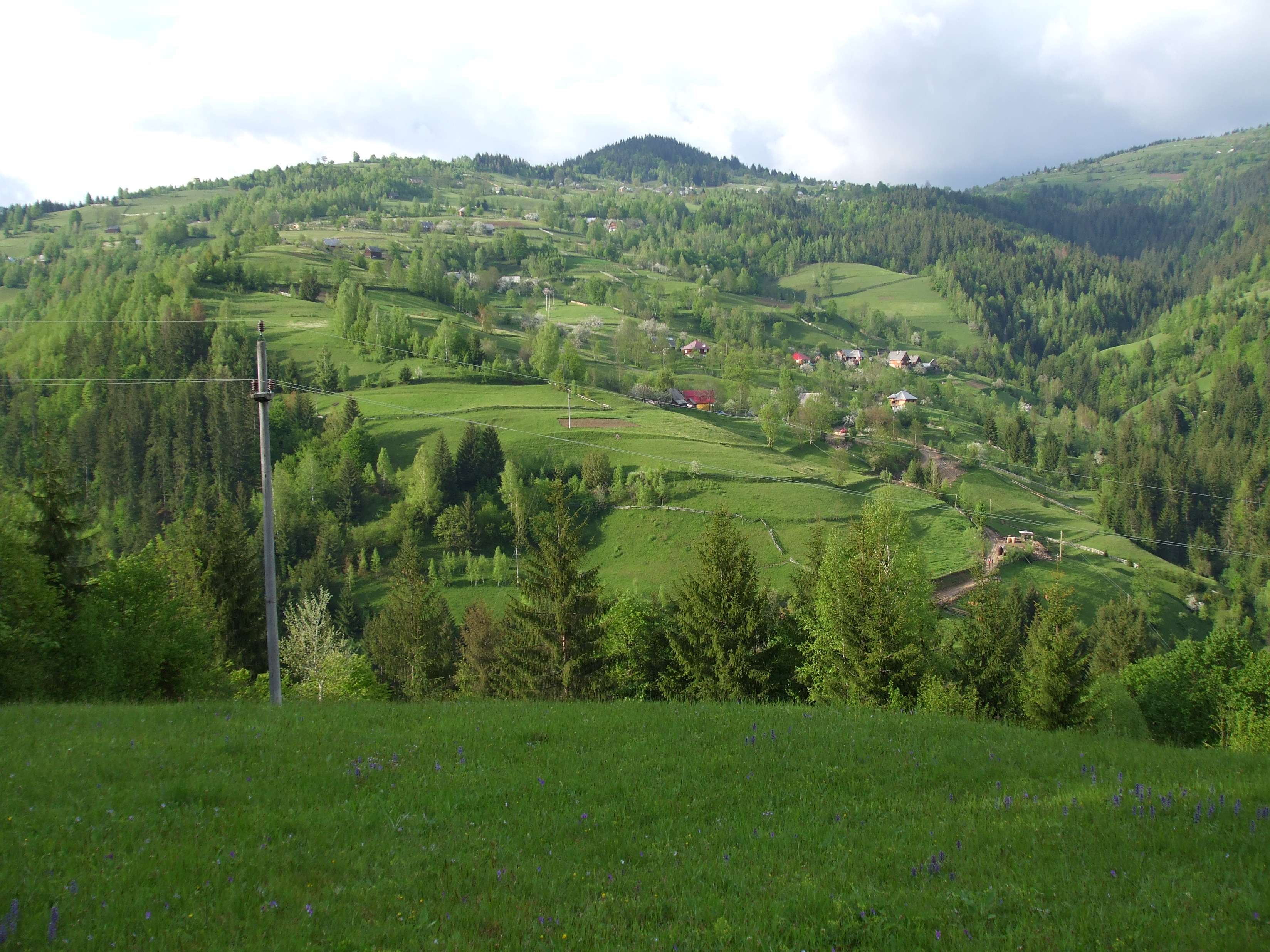
Perspectivă asupra satului

Localitatea Horea este situată la poalele munților Apuseni, în partea de nord-vest a județului Alba, pe Valea Arăzii, afluent al râului Arieșul Mare și se află la 102 km distanță față de Alba Iulia, reședința de județ și la 26 km nord-vest de Câmpeni. Se aproprie de granița cu județele Bihor și Cluj.
Suprafața arabilă a comunei este de 315 ha, în timp ce pășunile și fânețele private au o suprafață totală de 758 ha. Pădurile dețin cea mai mare parte din suprafața comunei, respectiv 4.475 hectare, din care 466 ha reprezinta proprietate privată. Comuna mai dispune de 2.286 ha de pășune împădurită, la care se adaugă încă 1.600 ha de pășune comunală. Lungimea drumurilor care traversează comuna este de 52 km, din care 22 km intră în categoria drumurilor județene, iar diferența de 30 km reprezintă drumuri comunale accesibile turismului.
Izvoarele de suprafață cu apă potabilă deosebită sunt frecvente și au debite puternice pe întreaga perioadă a anului.

### Clima
Clima este relativ rece și umedă, temperaturile medii anuale fiind cuprinse între 10–12 grade Celsius.

## Istoric

### Revoluția din 1784
Ambasadorul Veneției la Viena, Sebastian Foscarini, a scris dogelui său în decembrie 1784 că răsculații din Munții Apuseni vor să înlăture jugul antic al sclaviei, iar Viena relata mereu, prin ziarul Wiener Zeitung despre Radaker sau Radaker-Waldung (Pădurea din Rada, adică Arada), ca locul de pornire a răscoalei. Arada a fost menționată de italieni și în ianuarie 1785 în Notizie del Mundo și în Gazeta di Parma, de belgieni în le bois de Kadaker, olandezi în Gazette d'Utrecht și în Gazette de la Hage, francezi în Gazette de France și spanioli în Gazeta de Madrid și alții.
Politisches Journal din Hamburg a consemnat în ianuarie 1785 despre Horea (Rex-Daciae) și „patria sa de granit din Fericetul Arăzii”. În Stockholm, revolta țăranilor ardeleni conduși de Horea a fost urmărită prin dese corespondențe cu Viena, Sibiu și alte centre europene. Decenii mai târziu, povestea răsculaților a fost transpusă într-o piesă de spectacol, numită Horia și Cloșca sau banda lotrilor din Ardeal, jucată în mai multe orașe suedeze.

## Economie

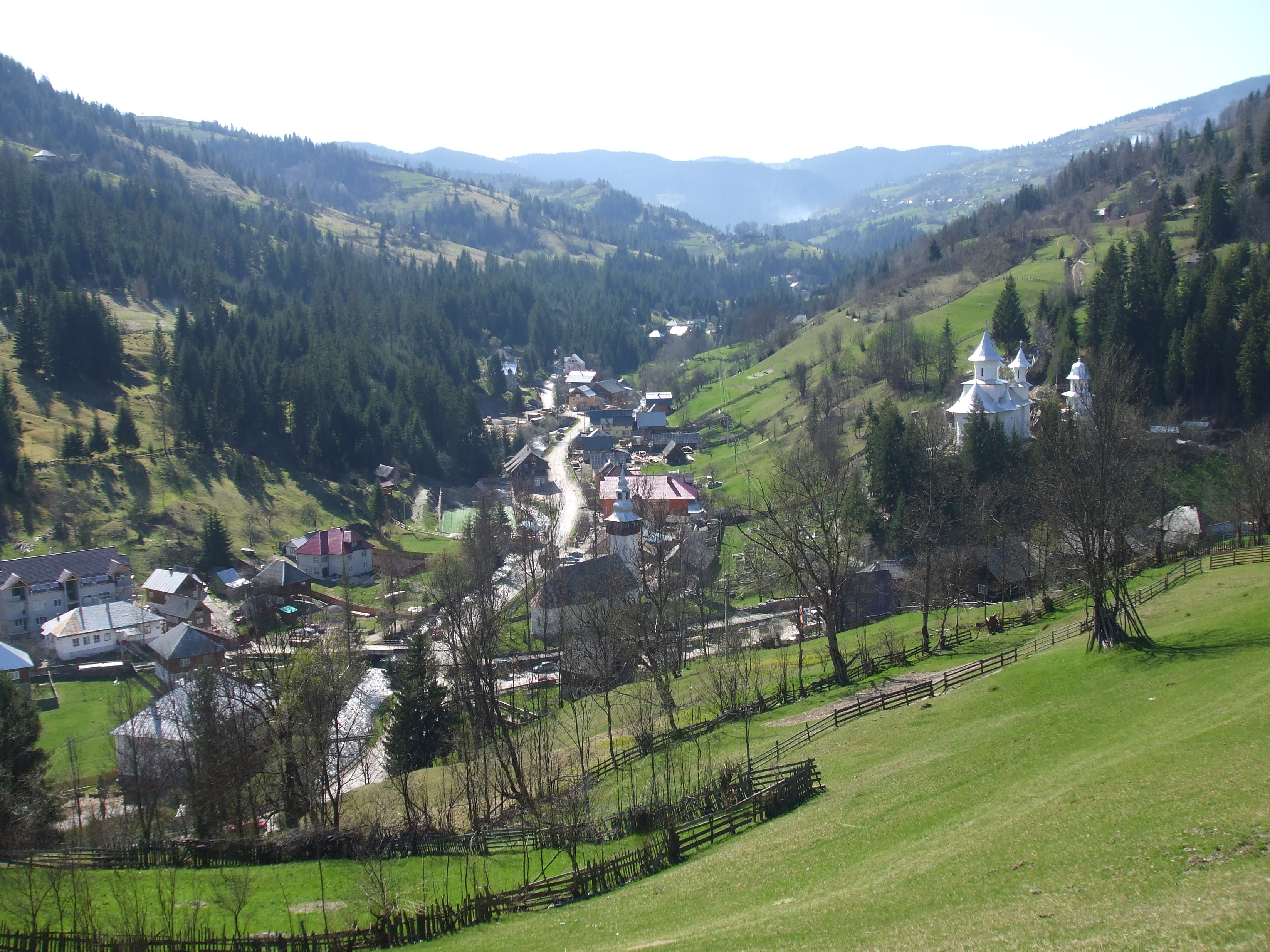
Perspectivă asupra celor două biserici ortodoxe, veche și nouă

Comuna Horea are tradiții în prelucrarea grosieră a lemnului și creșterea animalelor, zona fiind necooperativizată în perioada comunismului, culegerea de fructe de pădure și ciuperci și plantări de pădure.
Culegerea de fructe, mai ales a afinelor, are loc în lunile iulie și august, de pe versantele dinspre est și vest.

## Învățământ
Rețeaua școlară cuprinde 2 școli cu clase de predare I-VIII, 6 școli cu clase I-IV și 4 grădinițe. Comuna deține un dispensar, cu un personal format dintr-un medic și 4 cadre medicale cu studii medii la nivelul anului 2003.

## Evoluția demografică

### Date demografice
De-a lungul timpului populația comunei Horea a evaluat astfel:

Femeie în vârstă din Horea

### Statistici școlare
La nivelul comunei funcționează în prezent șapte școli răspândite în 7 sate ale comunei, din care, două cu clasele I–VIII în satele Horea și Mătișești la care se adaugă alte patru unităti ale învătamântului preșcolar în Horea, Mătișesti, Trifești și Pătrușești.
De-a lungul a 20 de ani a-a observat o scădere a natalității și îmbătrânirea populației.

### Statistici confesionale

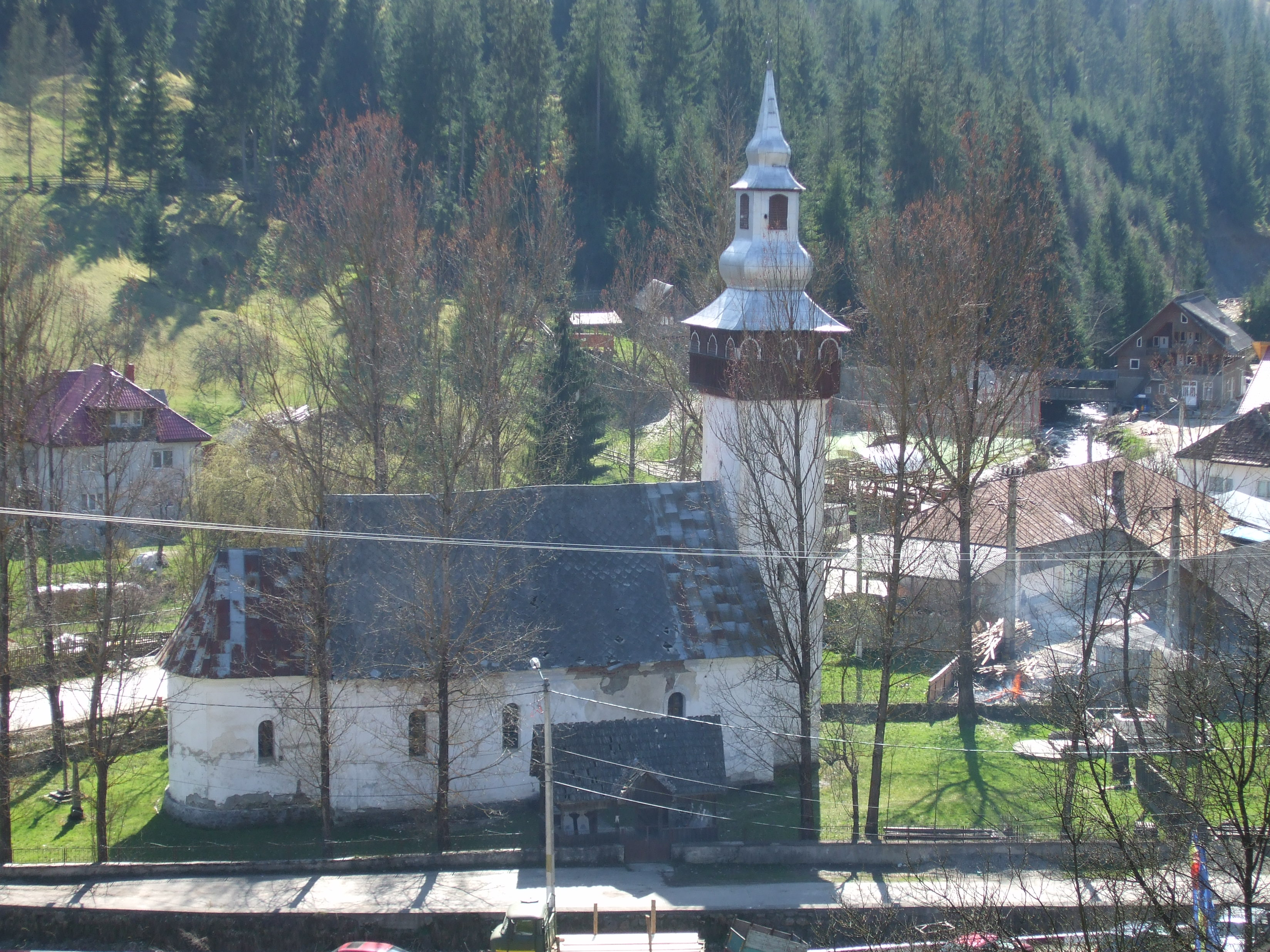
Biserica Sfinții Arhangheli din Horea, construită în 1842. Fotografie din 3 mai 2010.

Din punct de vedere religios, (după Varga E. Arpad - Statistică recensăminte după limba maternă, respectiv naționalitate, perioada 1850-2002), locuitorii comunei Horea sunt în majoritate covârșitoare de religie ortodoxă. În anul 1930 din totalul de 3460 locuitori, 3459 erau de religie ortodoxă și un locuitor era de confesiune greco-catolică. În anul 1992 din totalul de 2336 locuitori sunt 2236 locuitori de religie ortodoxă și 28 baptiști, din care 14 persoane în satul Matisești și același număr în satul Dârlești. În anul 1992  numărul enoriașilor grupați pe satele componente comunei se prezintă astfel:
| Localitatea                    | Total locuitori | Religie Ortodoxă | Baptiști |
| Total comuna Horea, din care : | 2336            | 2308             | 28       |
| Satul Horea                    | 293             | 293              | -        |
| Baba                           | 45              | 45               | -        |
| Butești                        | 88              | 88               | -        |
| Dârlești                       | 378             | 364              | 14       |
| Fericet                        | 204             | 204              | -        |
| Giurgiuț                       | 104             | 104              | -        |
| Măncești                       | 87              | 87               | -        |
| Mătișești                      | 464             | 450              | 14       |
| Niculești                      | 51              | 51               | -        |
| Pătrușești                     | 190             | 190              | -        |
| Petreasa                       | 69              | 69               | -        |
| Preluca                        | 95              | 95               | -        |
| Teiu                           | 78              | 78               | -        |
| Trifești                       | 108             | 108              | -        |
| Zânzești                       | 82              | 82               | -        |

În perioada 1990–2007 a fost construită în satul Horea o biserică ortodoxă din beton. Lăcașul a fost ridicat pe o culme muntoasă, în apropiere de vechea biserică, lăsată în paragină și aflată într-o stare avansată de degradare.

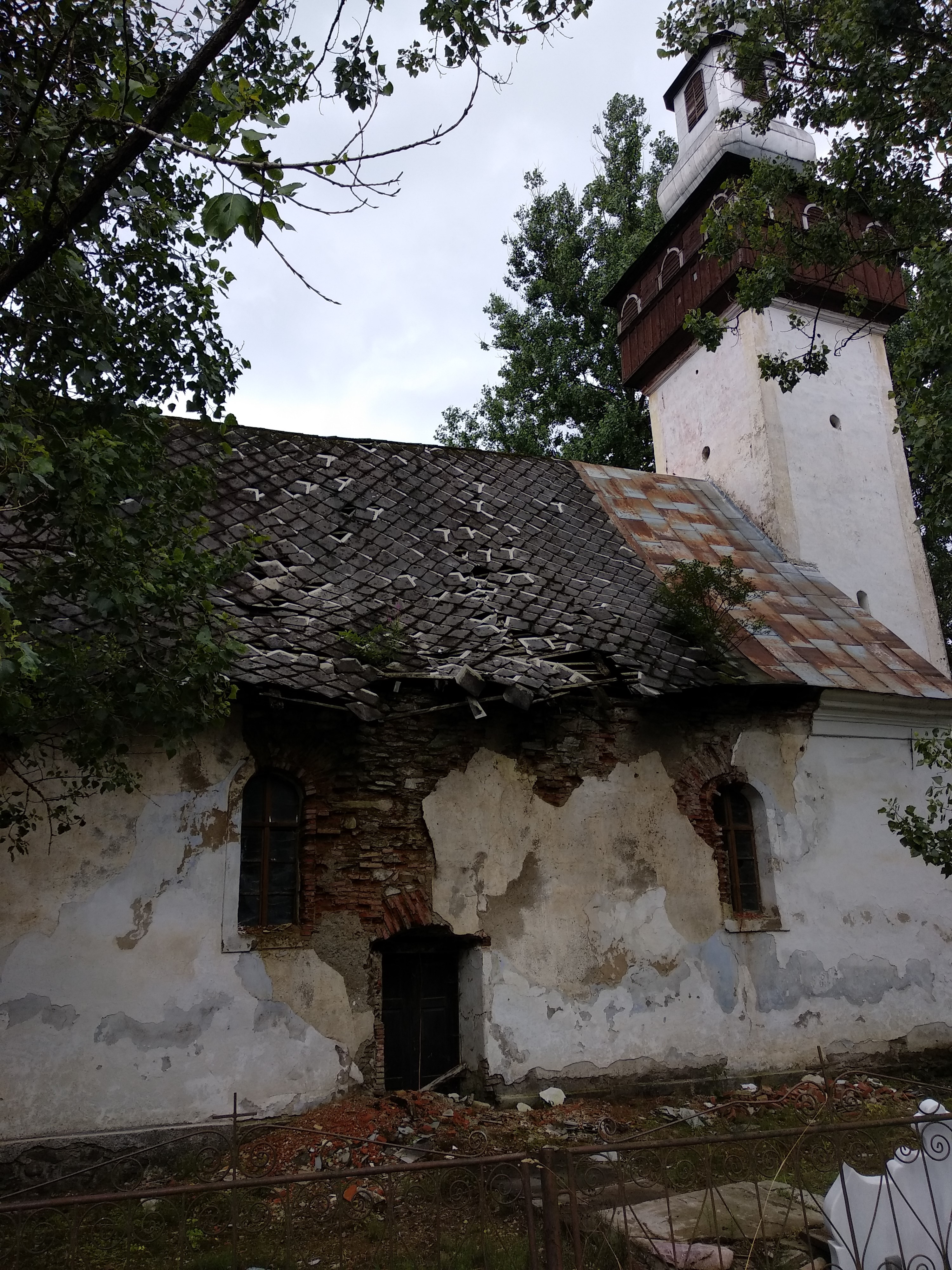
Vechea biserică din Horea, construită în 1842. Fotografie din 26 iulie 2020.

## Obiective turistice
- Casa memorialǎ din Fericet, unde s-a născut Vasile Ursu Nicola, cunoscut sub numele de Horea, conducător al Revoluției din Transilvania din anul 1784, împreună cu Cloșca și Crișan. Tot aici se află o troiță comemorativă dedicată pentru libertatea moților. Din informațiile furnizate de săteni[9] casa în care s-a nǎscut și a locuit Horea a fost așezatǎ exact pe locul unde se aflǎ în prezent aceastǎ troițǎ comemorativǎ, troițǎ construitǎ din inițiativa și efortul cadrelor didactice din localitate imediat după unirea Transilvaniei cu România.[necesită citare]
- Vechea biserică din Horea, construită în anul 1842, din cărămidă și cu fundație din piatră. Este cea mai veche clădire din zonă, monument istoric și de arhitectură. În anul 2020 monumentul se afla în stare de precolaps.[necesită citare]

## Personalități
- Vasile Ursu Nicola, cunoscut ca Horea, revoluționar. S-a născut în Fericet, pe locul casei părintești fiind ridicat un monument dedicat acestuia;
- Corneliu Olar (1959–2022), fost primar al comunei și ulterior deputat.

## Galerie de imagini

Imagine din Horea
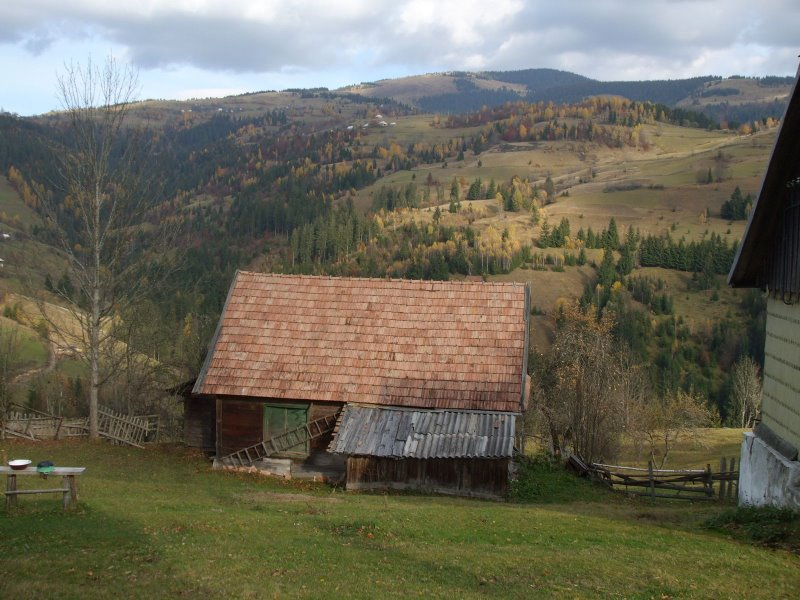
Îmblăciul pentru recoltat grâul, secară, orz, ovăz
Toc din lemn, auxiliar la cosit iarba
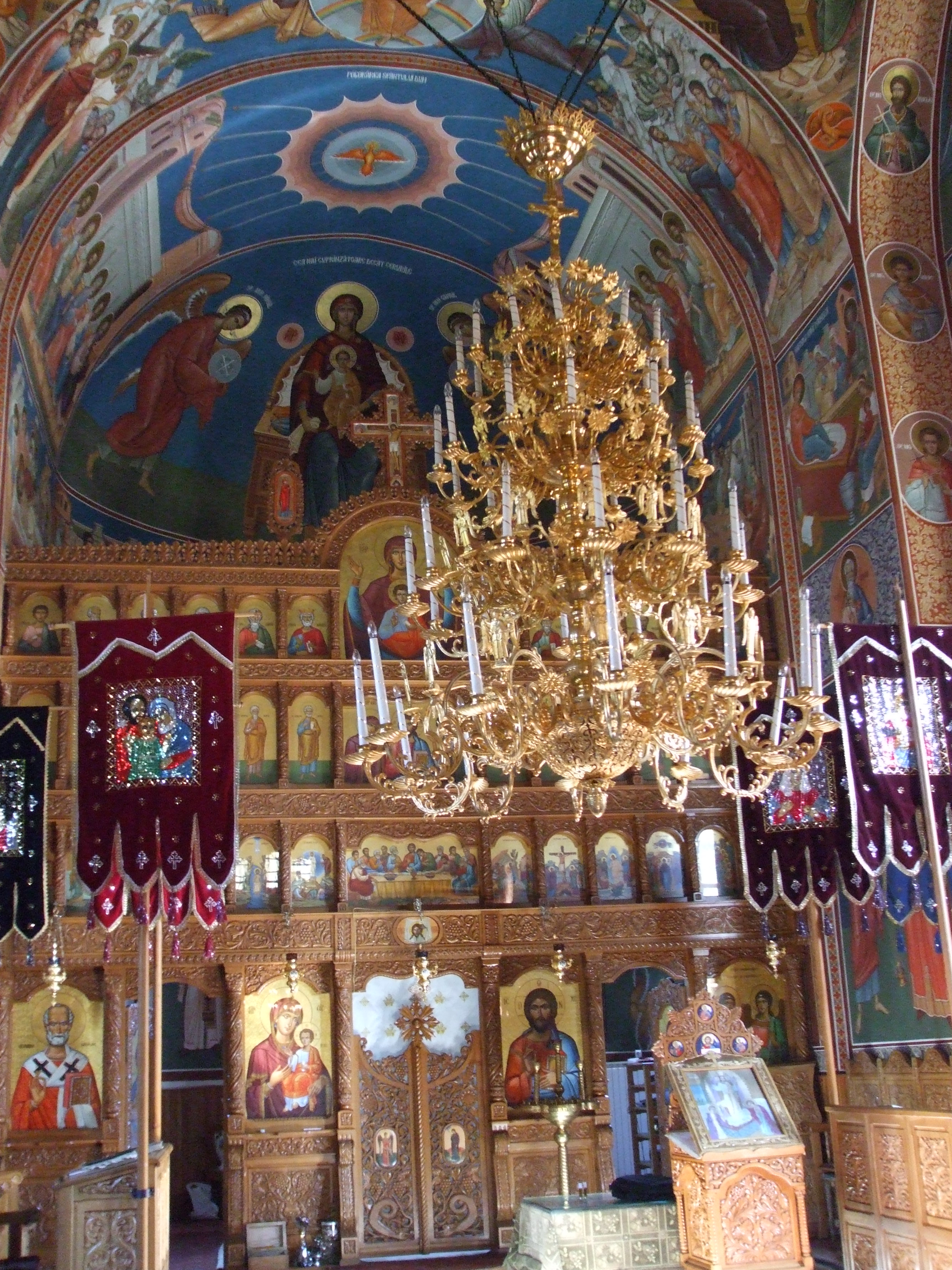
Iconostasul din noua Biserica ortodoxă din Horea
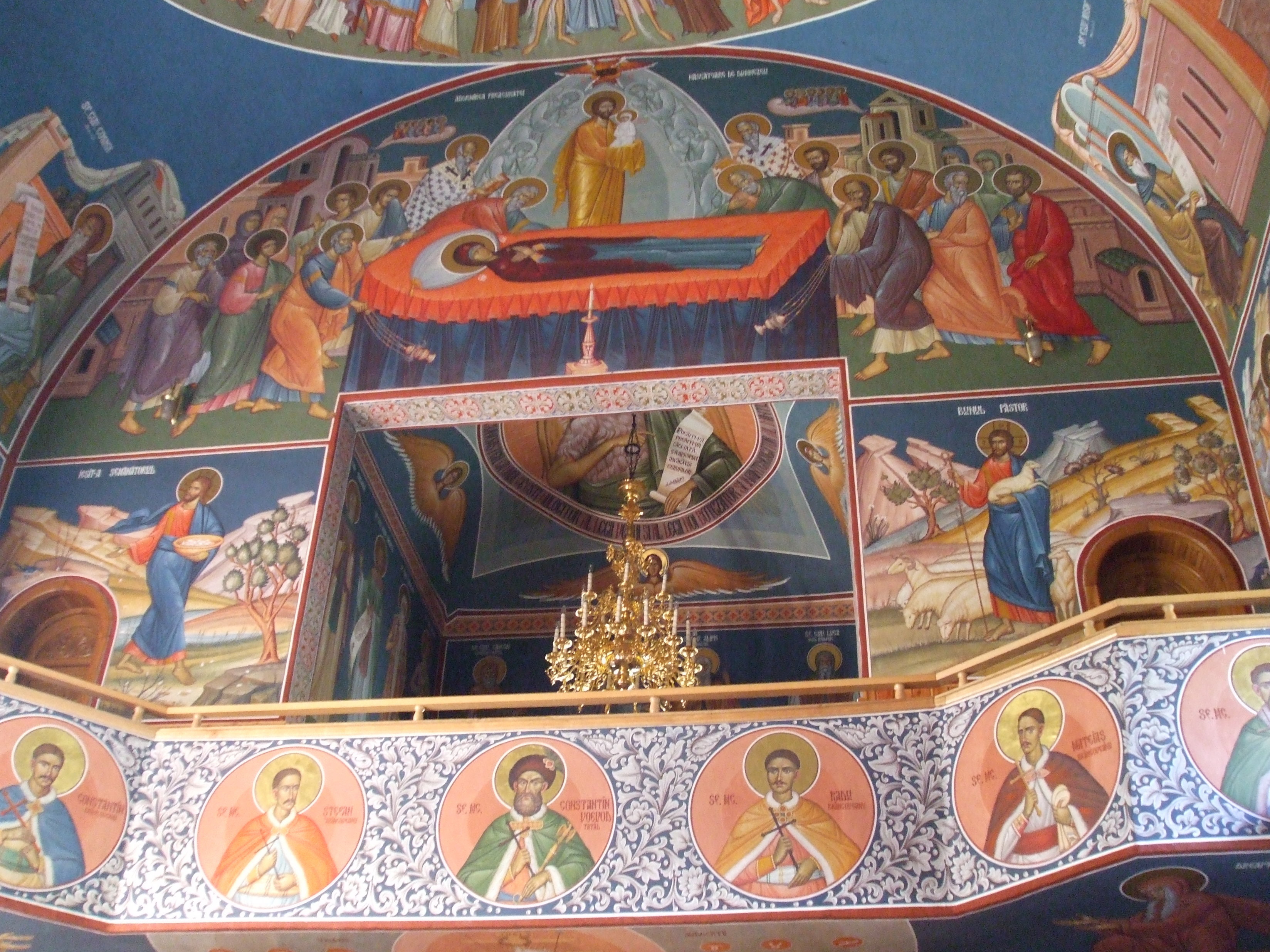
Balconul de la Biserica ortodoxă din comuna Horea
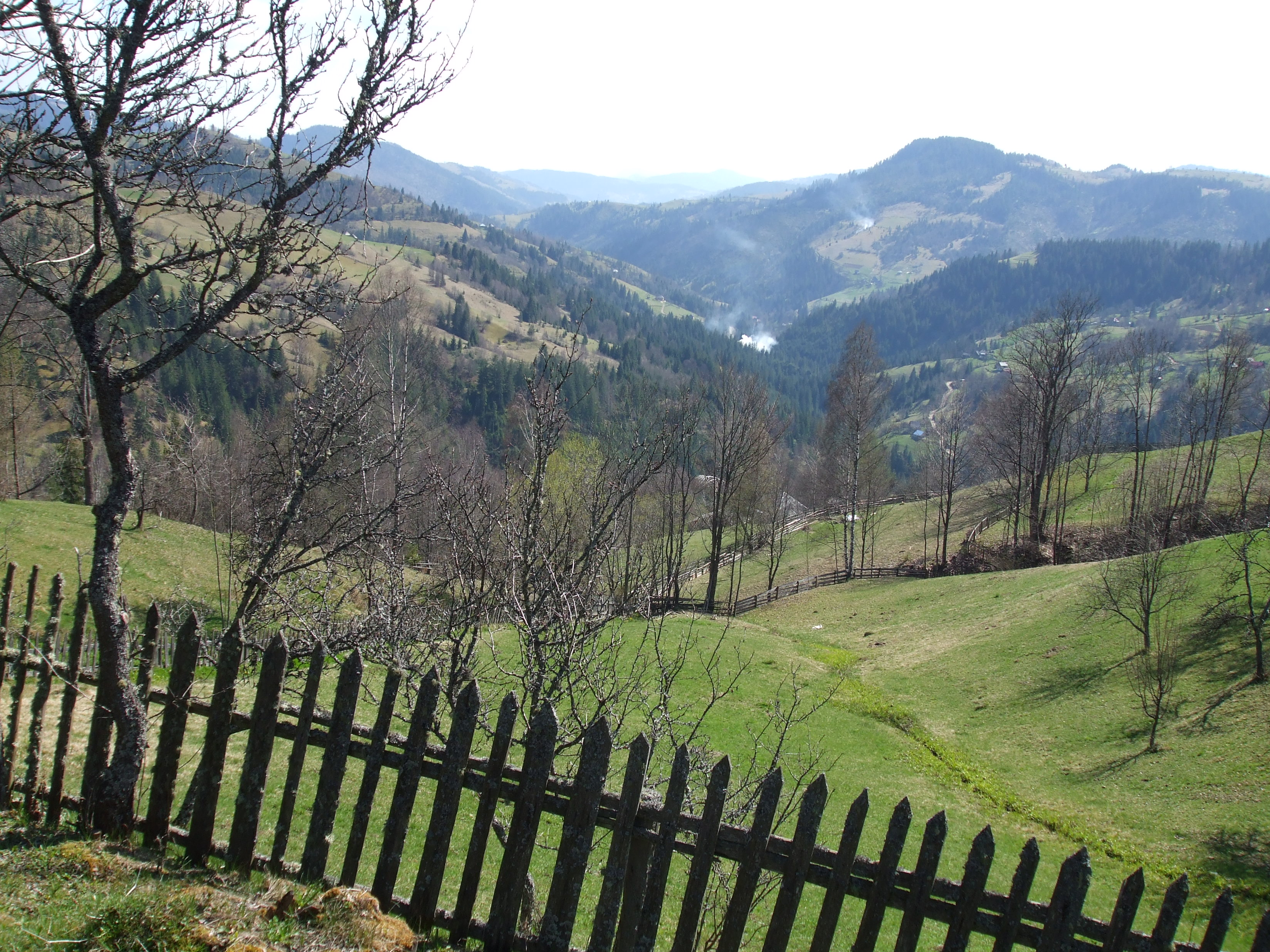
Vedere spre Albac
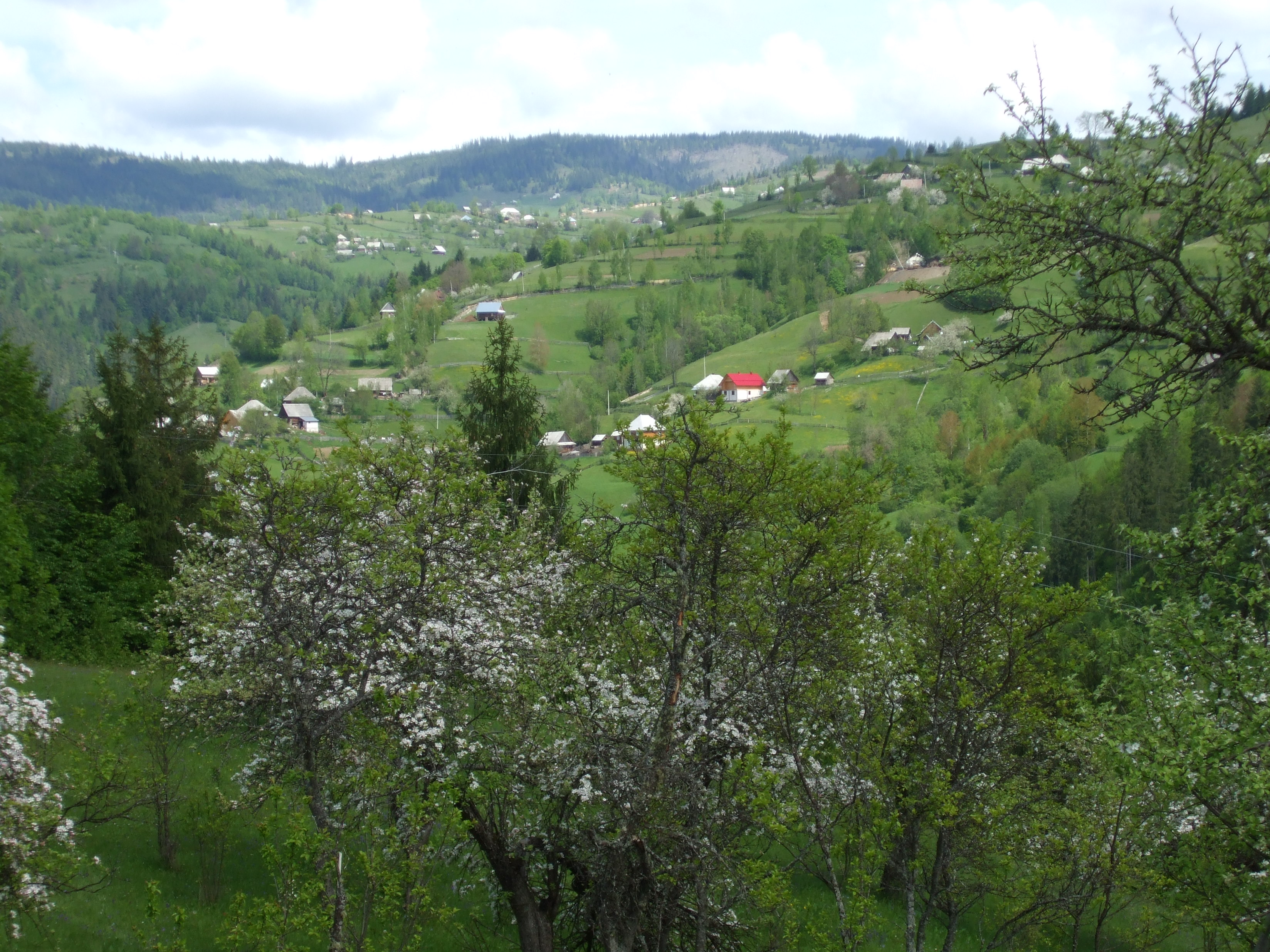
Horea, vedere spre Niculești
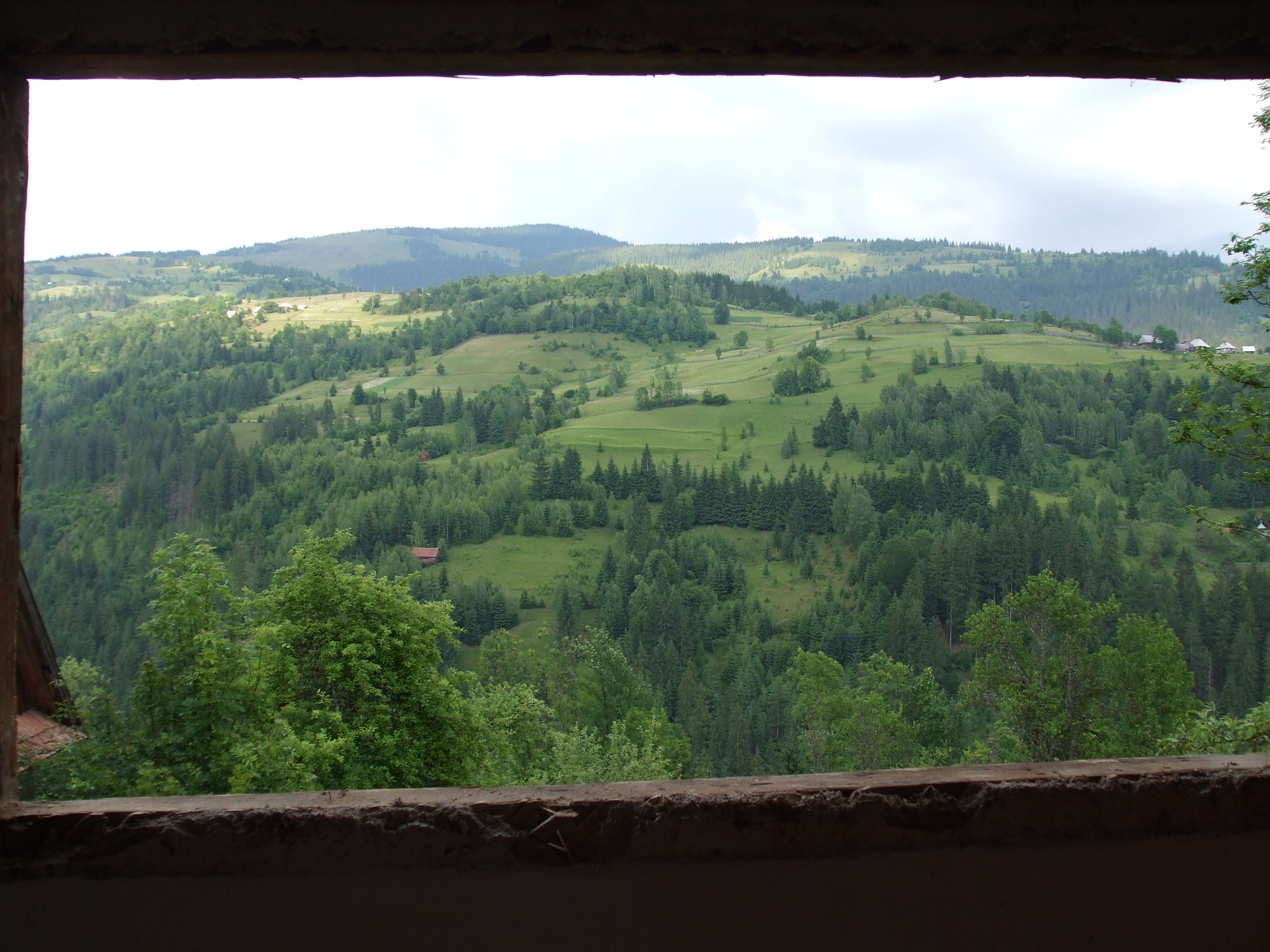
Horea, vedere spre Teiu
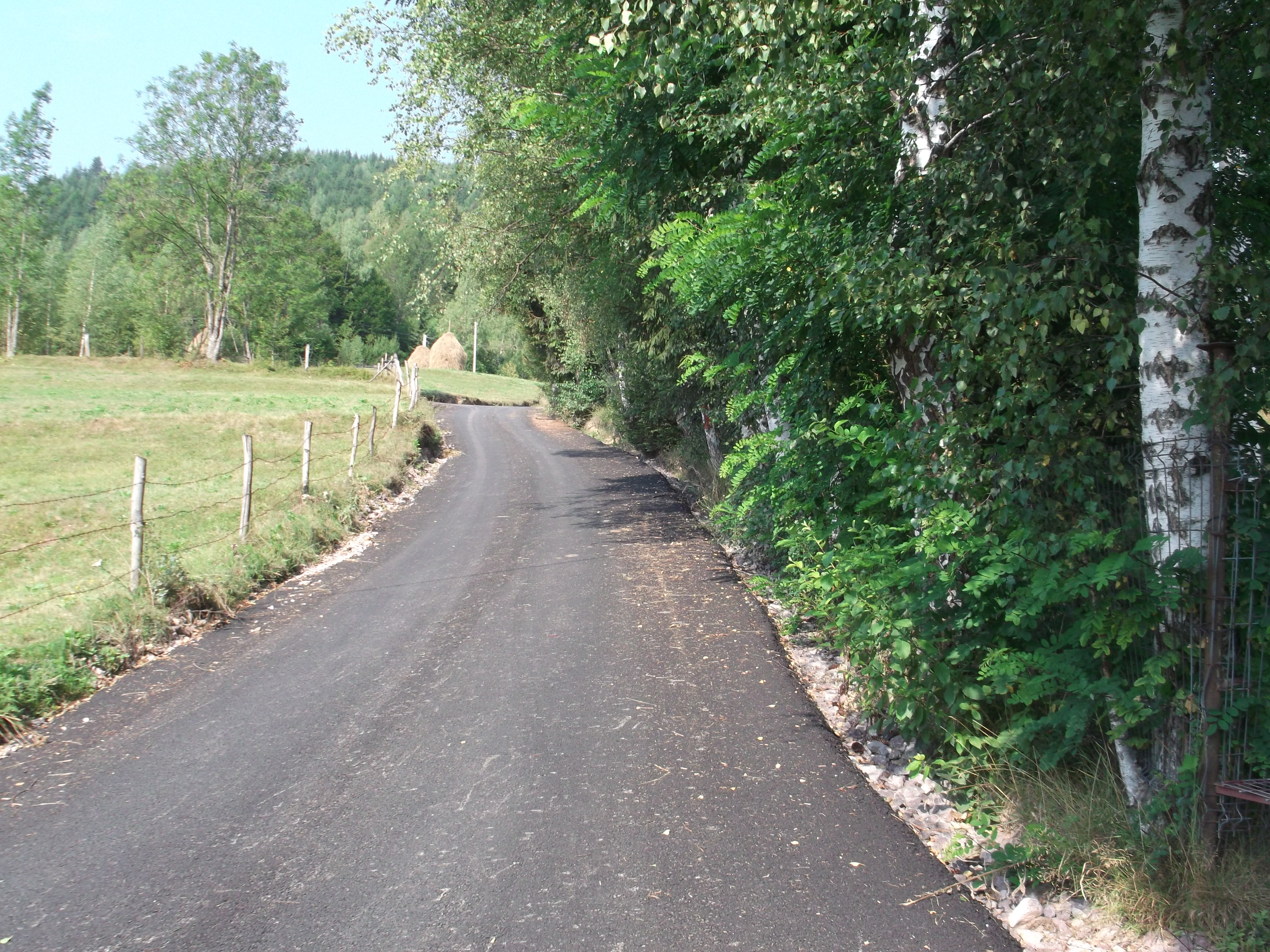
Horea, drumul asfaltat spre casa memorială a lui Horea din Fericet
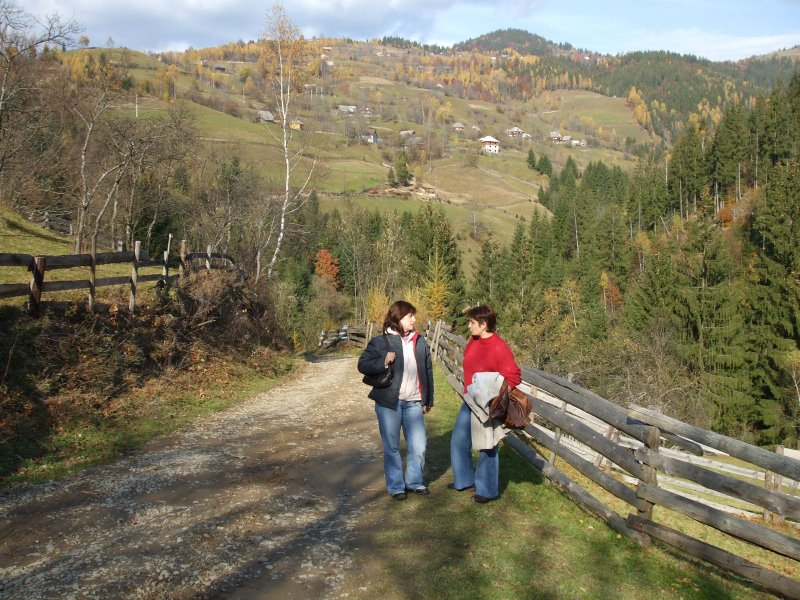
Drumul spre Casa lui Horea din Fericet
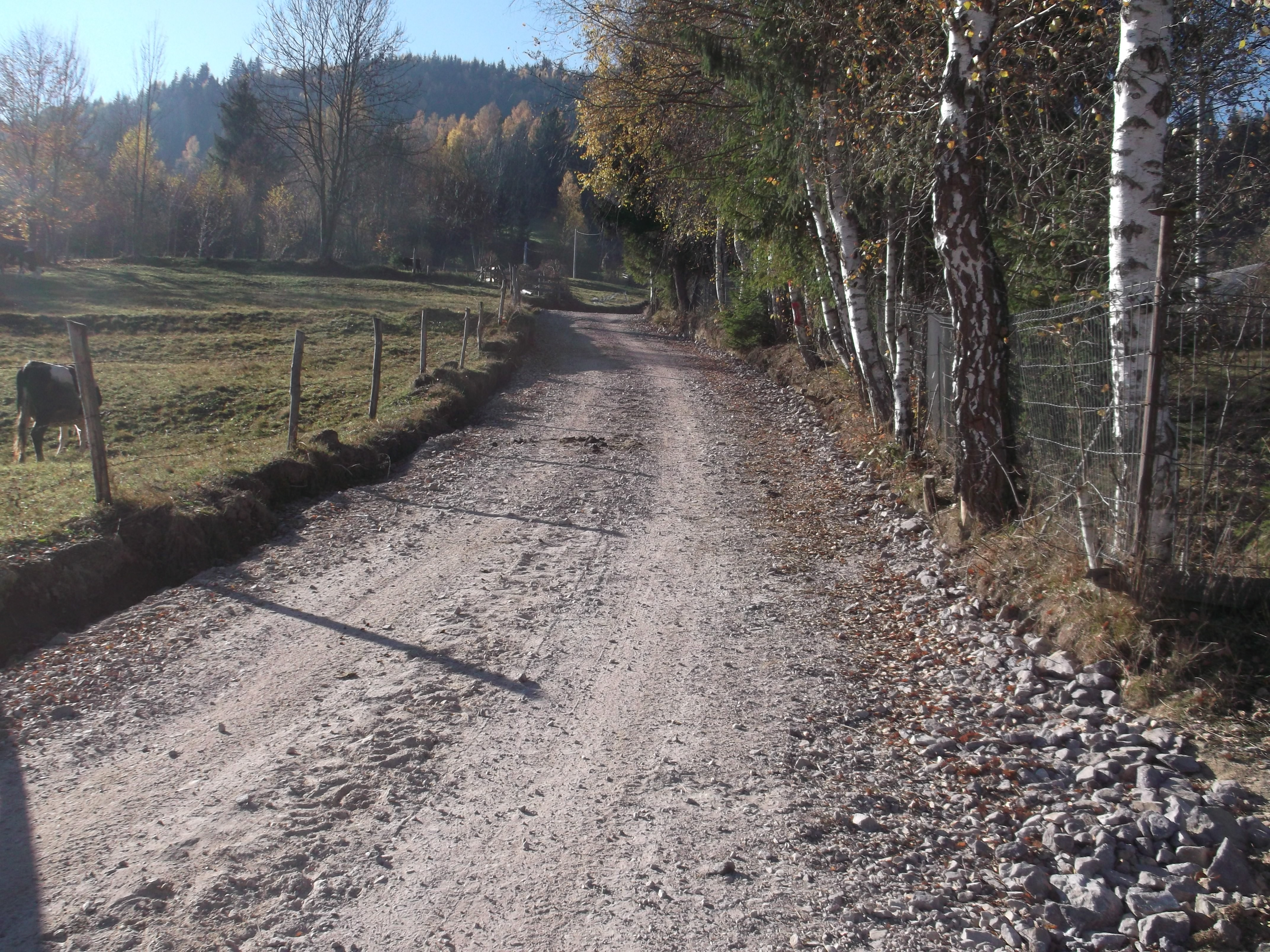
Drumul spre casa memorială înainte de modernizare
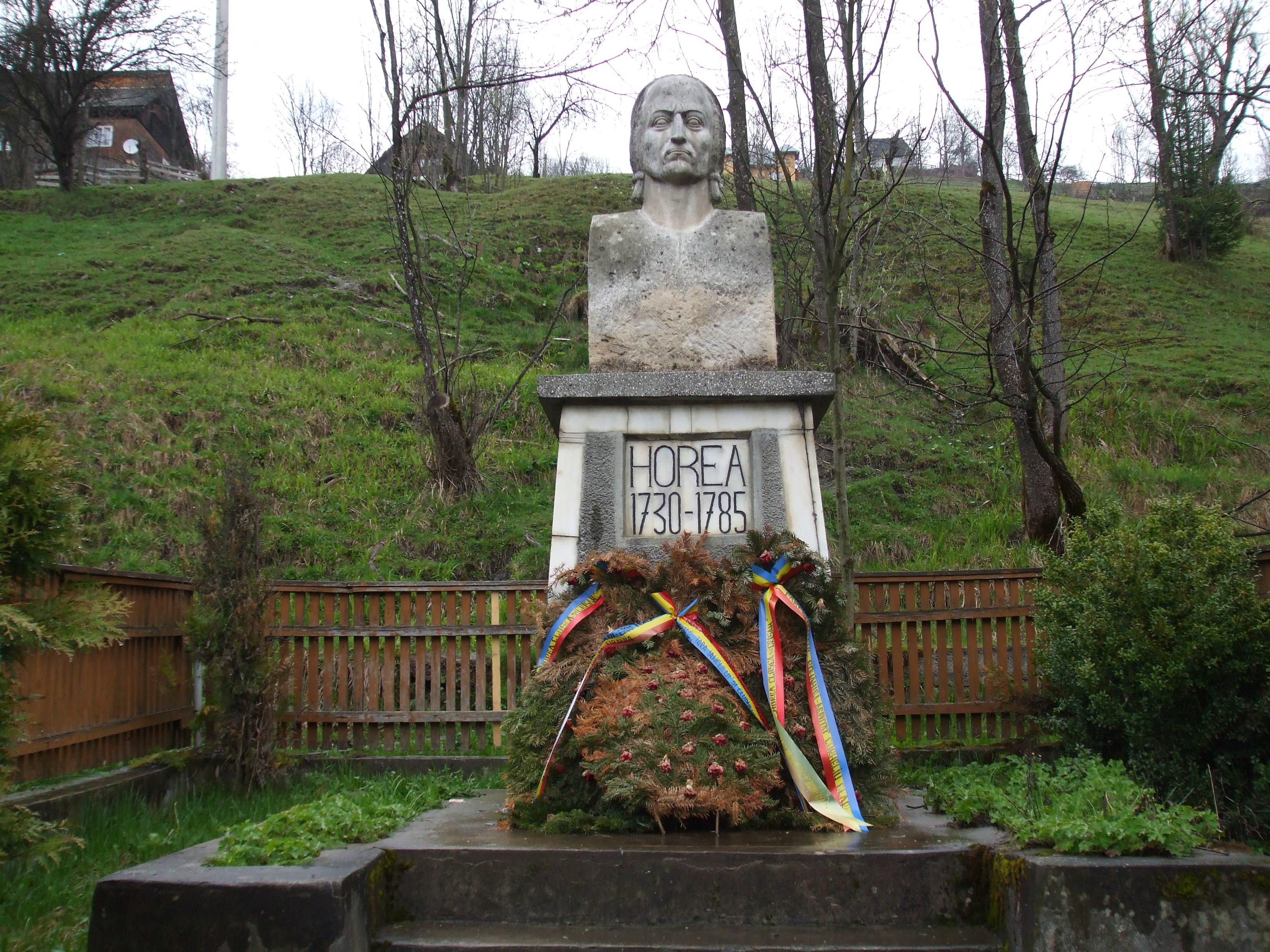
Bustul lui Horea
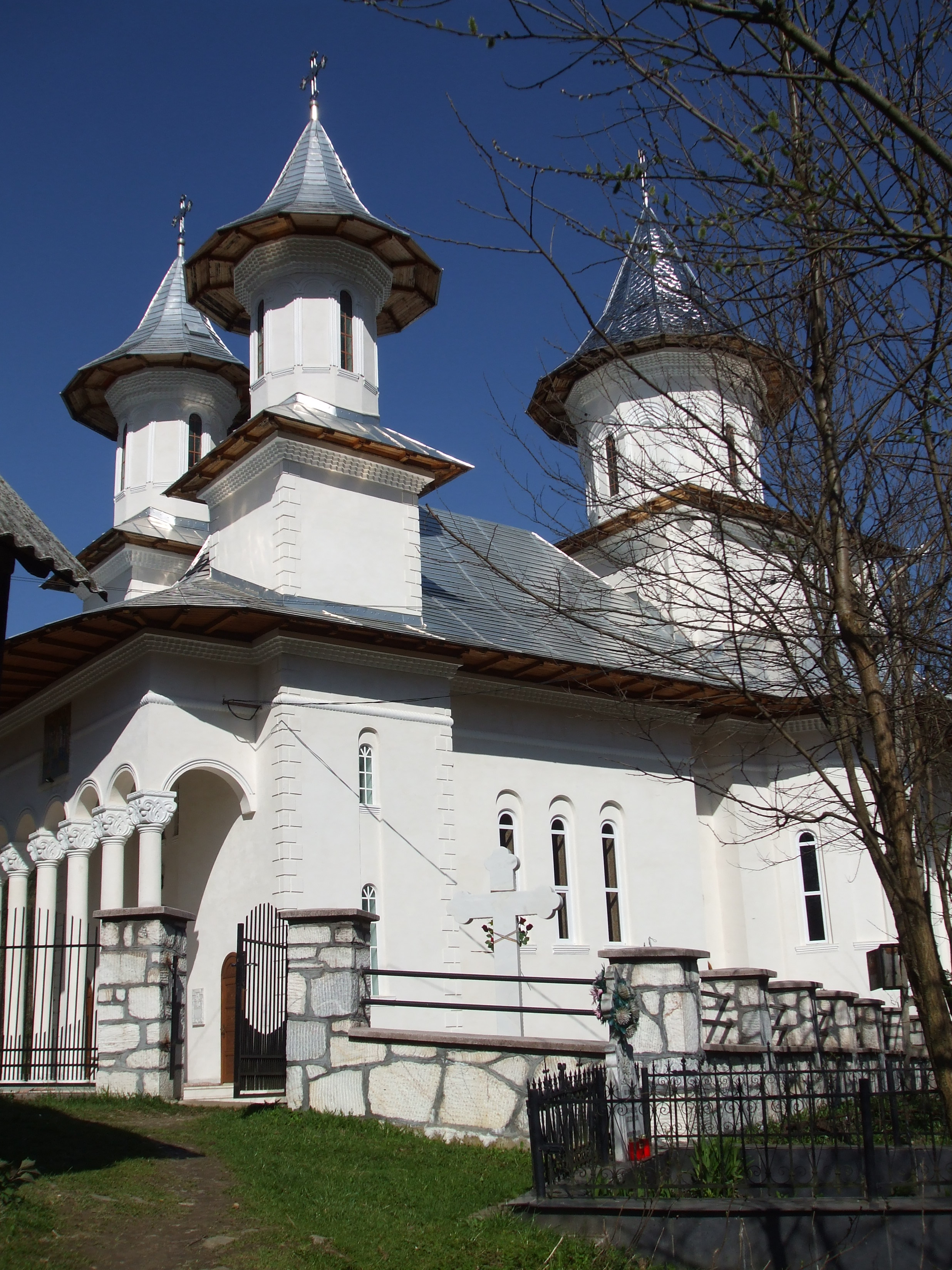
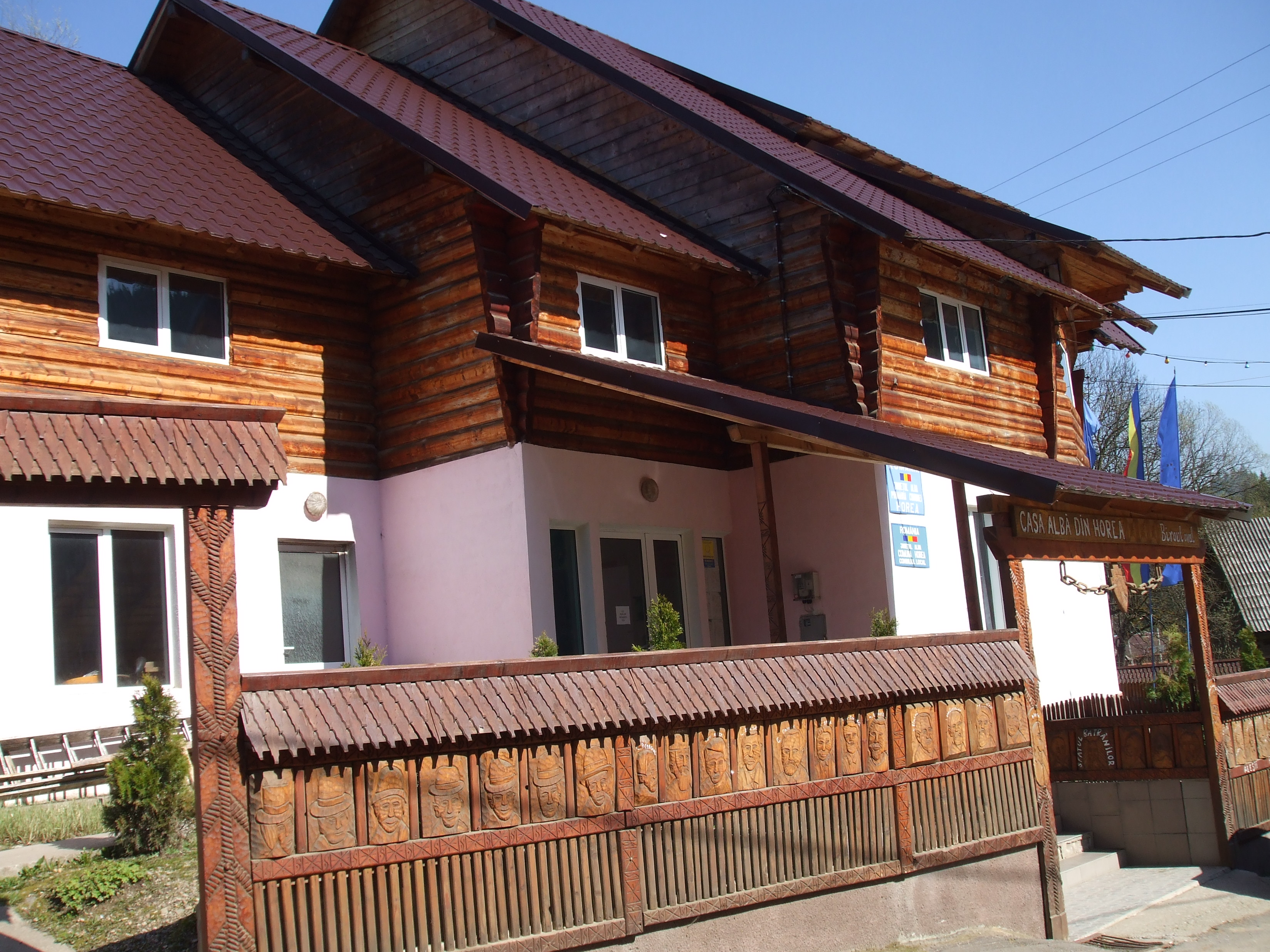
Primăria
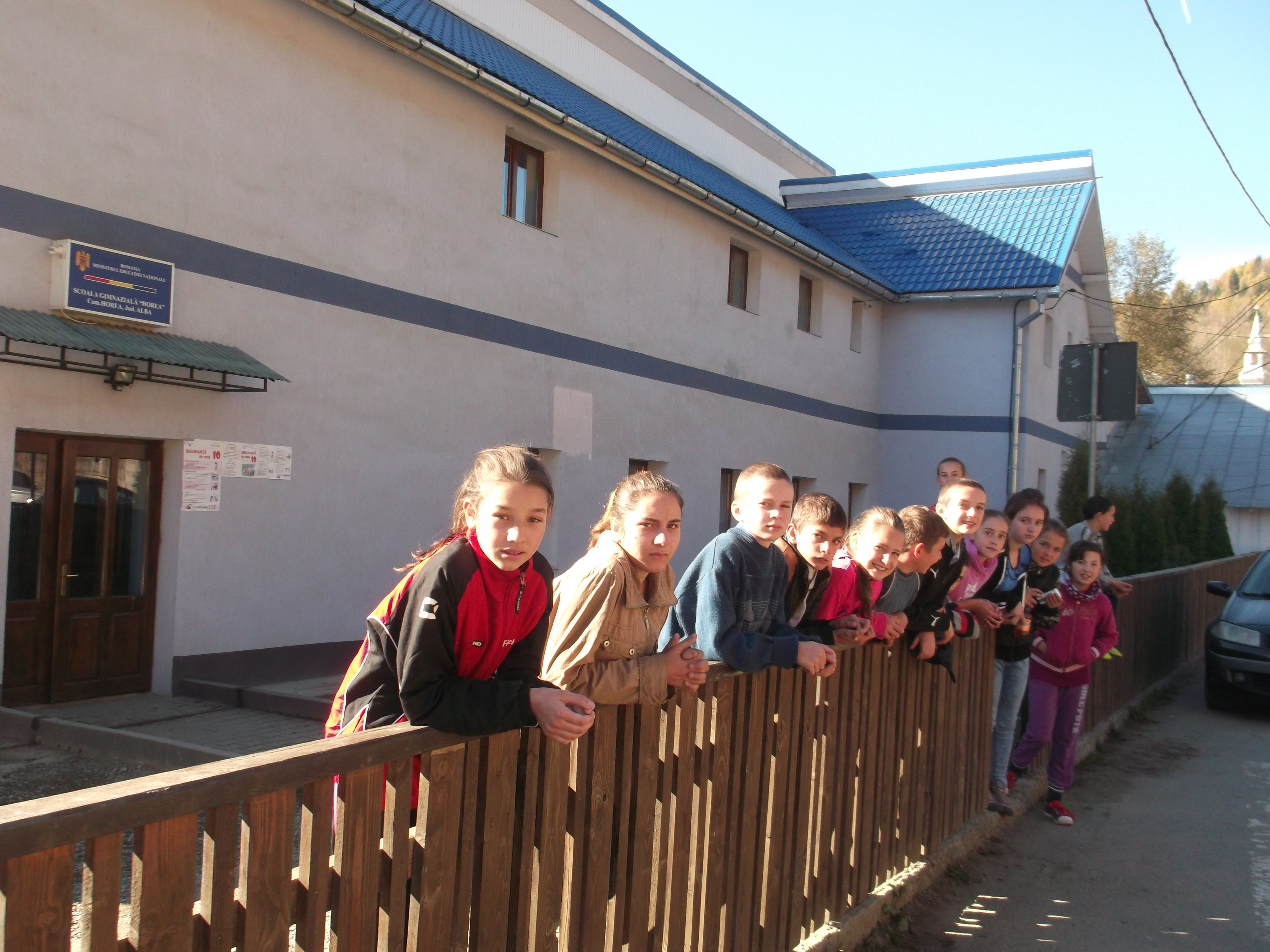
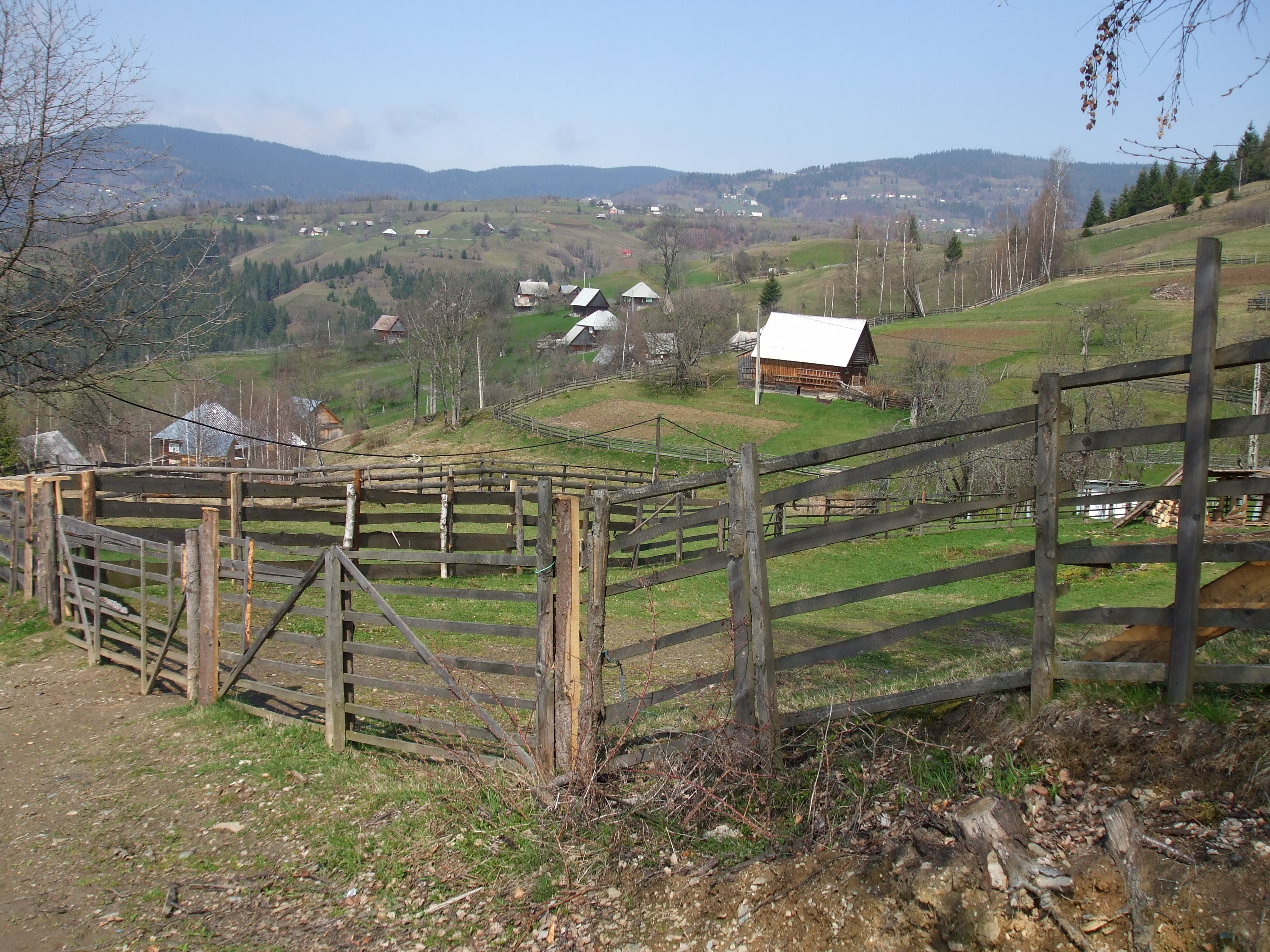
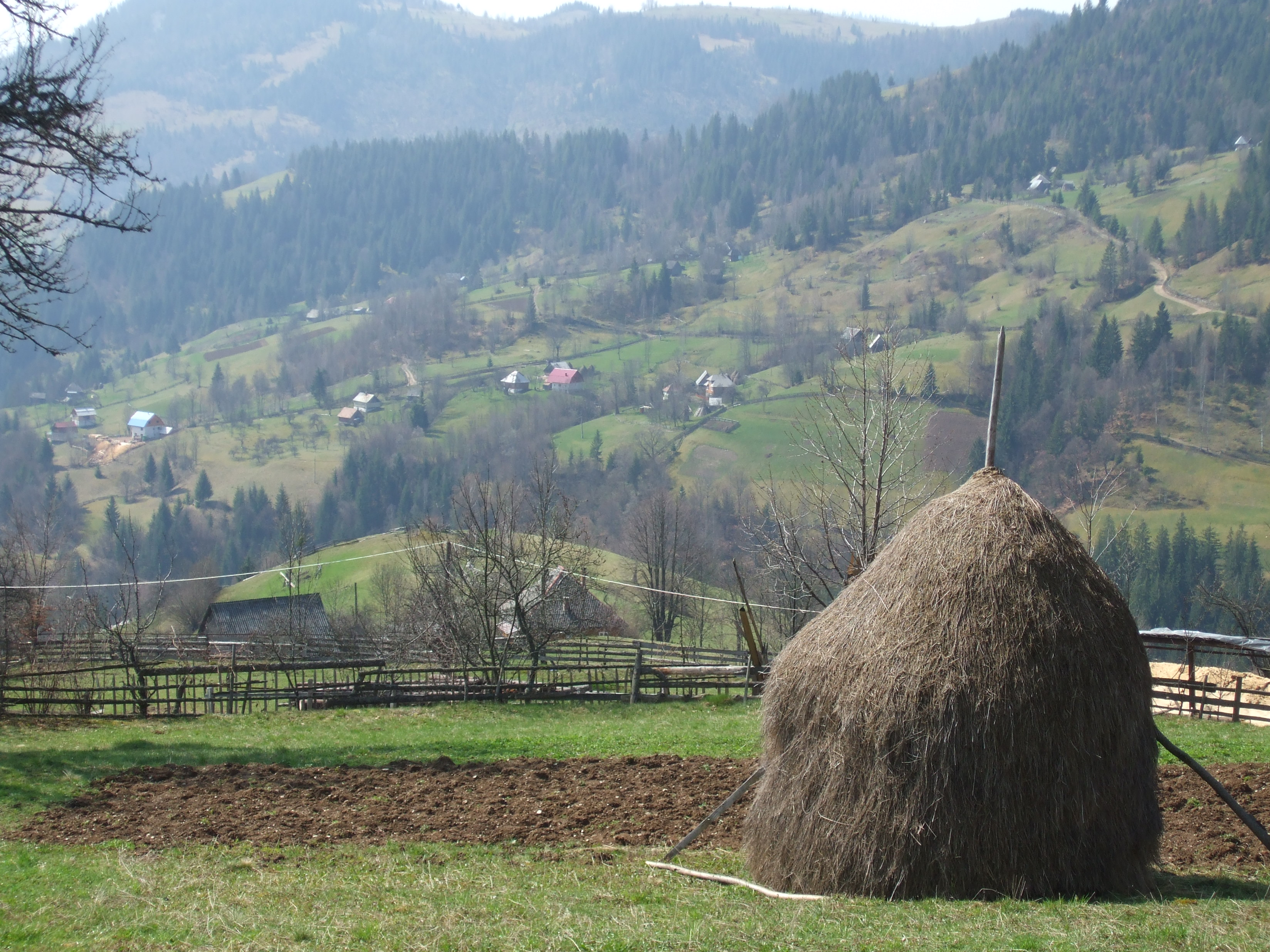